# Chassidei Ashkenaz

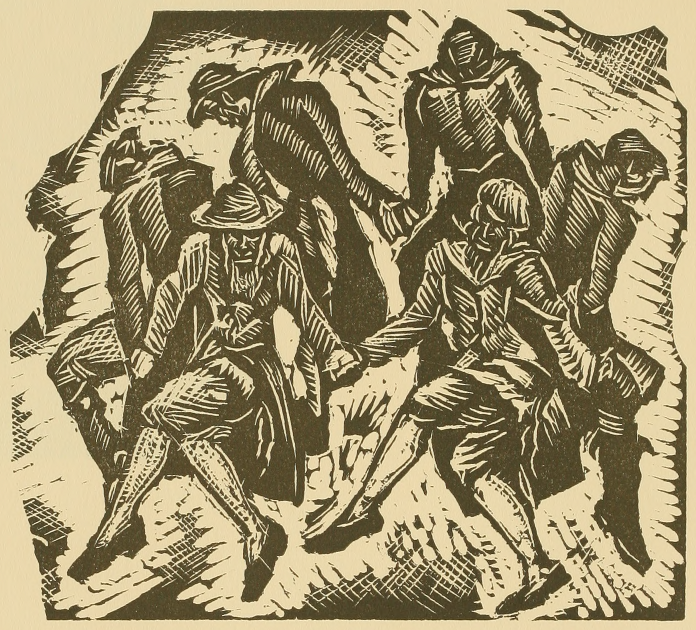
Danza chassidica nell'opera Korohod, di Todros Geller (1935)

I Chassidé Ashkenaz (in ebraico חסידי אשכנז‎?, Pii della Germania) furono un movimento religioso ebraico, diffuso in Renania durante il XII e XIII secolo, durante l'epoca dei Rishonim.
Tale movimento viene anche chiamato dai moderni studiosi chassidismo ashkenazita o chassidismo medievale. Da non confondere con il chassidismo moderno fondato da Ba'al Shem Tov, tuttora attivo.

## Storia
I leader della comunità del movimento Chassidé Ashkenaz discendevano dalla famiglia Kalonymos originaria di Lucca nell'Italia settentrionale, famiglia che poi emigrò in Germania nel X secolo; altri discendevano dalla famiglia Abun della Francia e da altre, secondo i libri sacri che scrissero alla fine del X secolo.
Il movimento era noto per la sua stretta osservanza dell'ascetismo e per le sue dottrine mistiche. Alcuni ipotizzano che la sua teologia si inserisca nel canone generale del misticismo ebraico. Si affianca certamente ad altro misticismo ebraico, tuttavia in altri modi manteneva una sua propria originalità.
Non è stato studiato l'effetto e l'influenza di questa comunità sull'Ebraismo tedesco medievale, ma il titolo "Chassidim" (che proviene da "Chassid") non si deve confondere con il movimento mistico dell'Europa orientale originato dal Baal Shem Tov nel XVIII secolo. "Chassidim" è un titolo usato per molti gruppi fin dai tempi biblici.

## Membri preminenti
Rabbi Judah il Pio (Judah ben Samuel, noto anche come Rav Yehuda Ha-Chassid) di Ratisbona fu il principale leader dei Chassidé Ashkenaz. Il suo libro Sefer Hasidim (Libro dei devoti) è la più significativa reliquia di questo movimento. Nato nel 1150 a Spira e morto nel 1217, fu una profondo talmudista e frequentò le scuole Tosafiste. La sua esperienza di tosafista potrebbe aver contribuito al suo disperato appello a concentrarsi sugli aspetti pratici del Talmud, la Halakhah. Gli fu insegnata la Cabala ebraica in giovane età dal padre, Samuel di Spira (Samuele il Pio).
Samuele il Pio si dice abbia partecipato alla scrittura del Sefer Hasidim e, come padre di Judah il Pio, contribuì direttamente al pensiero di questo movimento. Fu l'autore di Shir ha-Kavod ("Canto di Gloria"), che descrive poeticamente la teologia dei Chassidé Ashkenaz, cioè la presenza della gloria divina (kavod כבוד). Scrisse anche il Libro del Timor di Dio (Sefer Hayirah) e il Libro del Pentimento (Sefer Hateshuva).
Rabbi Eleazar di Worms fu un rinomato talmudista e cabalista del XIII secolo e ful il primo discepolo di Judah il Pio. Noto soprattutto per la sua opera Sefer HaRokeah (Libro del Profumiere), una guida halakhica di etica e legge ebraica per il lettore comune. Fu uno degli ultimi grandi membri appartenenti a questo movimento e morì nel 1230.

## Teologia
La teologia dei Chassidé Ashkenaz ha sicuramente un'impostazione indipendente e unica; tuttavia contiene anche significative somiglianze alle teologie sia dei primi cabalisti sia a quelle di Saadya Gaon.
Saadia, nel suo libro Libro delle Credenze e delle Opinioni in ebraico אמונות ודעות‎? affronta il seguente problema: in tutto il Tanakh (Bibbia ebraica), i profeti spesso descrivono le loro visioni del regno divino. Tali descrizioni includono immagini maestose di Dio seduto sul Suo trono celeste, circondato dal schiere angeliche. Poiché credere che Dio abbia caratteristiche fisiche percepibili, per Saadya è una blasfemia, egli conclude che le visioni non ritraggono Dio, ma piuttosto ritraggono la gloria creata da Dio. Questa gloria è il messaggero creato da Dio, il suo angelo trionfante, causato per dare ai profeti qualcosa di concreto da visualizzare.
Nella torat hakavod in ebraico תורת הכבוד‎? dei Chassidé Ashkenaz riecheggia la teoria di Saadya, ma con una differenza fondamentale. Per i Chasidé Ashkenaz, la gloria non è stata creata da Dio, ma emana da Dio in un modo simile alla luce che emana dal sole. Ciò che emerge dai Chassidé Ashkenaz è un sistema tripartitico composto di Dio, il Kavod superiore e il Kavod inferiore. Dio è al di là della comprensione umana, impossibilitata per l'uomo a relazionarvisi. Il Kavod superiore emana da Dio ed è ancora molto lontano dall'uomo, ma un po' più accessibile. Infine, il Kavod inferiore è l'elemento a cui l'uomo può accedere. È al Kavod inferiore che l'uomo può tentare di capire.
Questa descrizione di Dio e del Suo regno divino si parallela direttamente al sistema cabalistico delle dieci emanazioni sefirotiche, con l'En Sof in ebraico אין סוף‎? che va oltre la conoscenza del superiore e le dieci Sephirot che emanano verso l'inferiore: più bassa è la Sephira e più facilmente diventa riconoscibile. Proprio come l'unità delle Sephirot è un concetto indispensabile per la Cabala, così anche l'interconnessione tra Kavod inferiore e Kavod superiore è cruciale per i Chassidé Ashkenaz. Il Kavod inferiore non è separato dal Kavod superiore, ma ne è la sua emanazione.
Come per la Cabala ebraica, anche qui ci sono molti simboli e descrizioni utilizzati per spiegare e riferirsi al Kavod. Per esempio, in varie opere Chassidé Ashkenaz il Kavod viene citato coi nomi Demut Yakov Chakuk al Kisai HaKavod, Tiferet Yisrael, Kruv, Kisé Hakavod, Atara, Shin, Bas e Sod. Molti di questi riferimenti sono presenti nel "Shir Hakavod" di Rabbi Samuele il Pio, scritto in forma poetica per lodare il Kavod.

## Opera maggiore
Sefer Chassidim, di Rabbi Judah il Pio, è l'opera più importante dei Chassidé Ashkenaz. I temi ivi illustrati rappresentano significativamente l'ideologia religiosa dei Chassidei Ashkenaz.

## Temi maggiori
L'idea centrale del Sefer Chassidim presuppone che ci sia una volontà nascosta di Dio ("Ratzon Haboré") per i seguaci, che va ben oltre ciò che è contenuto nella Torah scritta e orale, e il vero adoratore di Dio cerca di adempiere la Ratzon Haboré. "Non l'abbiamo trovata (la Torah) di grande possanza (Giobbe 27:23):- la Torah non ha espresso la volontà del Creatore, né ha inteso i bisogni dell'uomo". Così, vi è un'abbondanza di nuove direttive presenti nel Sefer Chassidim, ognuna delle quali rappresenta Ratzon Haboré. Infatti il rabbino Judah il Pio stabilisce nell'introduzione del suo libro che uno dei suoi principali obiettivi nello scrivere il Sefer Chassidim era stato di rendere questa volontà nascosta di Dio accessibile a coloro che desiderano trovarla:
(Sefer Chassidim)
La ricerca per soddisfare la Ratzon Haboré non era solo lodevole e opzionale; anzi, come afferma l'introduzione del libro, era un aspetto necessario del giusto servizio divino:
(Sefer Chassidim)
Sefer Chassidim è pieno di editti che illuminano questo tema del ricercare al di là delle istruzioni rivelate della Torah scritta e orale e della Ratzon Haboré. Un esempio specifico di questo tipo di statuto nel Sefer Chassidim è la legge di Chelev. Sebbene la legge orale chiaramente affermi che sia permesso trarre beneficio da Chelev, il Sefer Chassidim postula che se non fosse stato per le debolezze dell'uomo, sarebbe stato proibito e quindi è vietato trarre beneficio da Chelev per qualsiasi persona pia.
L'elitismo di questo gruppo di chassidim è un altro tema presente nel Sefer Chassidim. Il chassid è assertivo, elitario, e in certi sensi estremo nei suoi sforzi per imporre il suo sistema nel suo ambiente. Il chassid non considerava la sua osservanza religiosa puramente ammirevole: piuttosto la vedeva come la funzione standard di ogni ebreo. Pertanto, parte integrante del culto divino chassidico era un'aspirazione ad influenzare positivamente gli altri. In parte, il Sefer Chassidim è colmo di lodi per coloro che servono il pubblico e altrettanto colmo di moniti per coloro che causano agli altri a errare. Agire per il bene comune divenne un leitmotiv nel Sefer Chassidim e l'incapacità di prendere una posizione pubblica contro i misfatti è percepita come un peccato grave. L'obiettivo del chassid era di illuminare coloro che avevano bisogno di illuminazione.
D'altra parte, chi non aderiva allo stile di vita "appropriato" proposto dal Sefer Chassidim, veniva costantemente etichettato come "Resha'im" (malvagio). I "cattivi" o gli "ingiusti" non dovevano essere chiamati alla Torah, o essere onorati nei servizi liturgici, suonare il corno di montone (Shofar), essere un sandek (padrino) ad una circoncisione. Nel Sefer Chassidim stesso è chiaro che questa classe di persone era "cattiva" semplicemente dal punto di vista dei chassidim. Dal punto di vista non-chassid, questi spesso erano studiosi che facevano seri contributi al pensiero halakhico ed emettevano sentenze influenti su questioni religiose. "Malvagio" per la mente chassidica significava qualcuno che non era all'altezza dei loro standard austeri. Altri temi includevano la penitenza/espiazione e Limod al-Menat Lekayem (Impara ad adempiere).

## Estensione e influenza
C'è stato molto dibattito per quanto riguarda la portata e l'influenza che questo movimento ha avuto sul Medioevo e oltre. Gli studiosi discutono se questa pia comunità descritta nel Sefer Chassidim esistesse al di là dell'immaginazione di Rabbi Judah il Pio. Per esempio, Joseph Dan postula che il Sefer Chassidim sia stato un lavoro individuale di Rabbi Judah il Pio, non un'"opera nazionale" dell'Ebraismo ashkenazita. Dan conclude che la comunità raffigurata all'interno di Sefer Chassidim fu soltanto un progetto per una struttura che non fu mai costruita. I piani di Rabbi Judah non furono mai eseguiti. Molte prove motivano questo approccio. In primo luogo, non vi è alcun riferimento in una qualsiasi letteratura ashkenazita a nessuna delle sue idee particolari. Inoltre, non vi è alcuna prova esterna dell'esistenza di comunità pietistiche. Un movimento controverso come questo, che castigava gran parte della comunità più ampia etichettandola come Resha'im, sarebbe stato certamente citato dalla letteratura contemporanea.
Tuttavia, altri studiosi come Isaia Tishby, sostengono che Sefer Chassidim sia un'"enorme antologia, che riflette il lavoro di generazioni di leader ashkenaziti chassidici". Ciò lo ha portato a identificare questo fenomeno come un movimento che esiste da generazioni e con un gruppo distinto di leader Ivan G. Marcus ha affermato la storicità della comunità facendo notare i riferimenti alle pratiche Chassidé Ashkenaz in Arba'ah Turim e Sefer ha-Manhig. Egli ha inoltre ammesso che tutti i punti che mettono in discussione la sua esistenza fanno sollevare interrogativi, ma quelli sollevati da Dan e Gruenwald "non provano che il mondo pietista, come descritto in SH [Sefer Chassidim], non esista", e "l'esistenza dei chassidim stessi nonché l'influenza dei loro costumi sono attestate nelle fonti rabbiniche non pietiste." Tishby postula anche che il fatto di considerare tutti gli altri ebrei Resha'  (iniqui) e di altre tendenze antisociali (ascetismo), è la ragione per cui non sono citati da nessuno all'infuori del Baal Tur e del Sefer Haminhag, entrambi i quali li menzionano appena, senza considerarli degni di nota.

## Fonti esterne
Sebbene ci possa essere materiale stampato antecedente che li menzioni, il libro Yuḥasin di Abraham Zucato, di cui esistono due testi originali dei primi del XVI secolo (1500-1503) presso musei ebraici, sul foglio 221 cita "Eleazar Ben Yehudah Ben Kalonymous di Worms", figlio di Judah il Pio. Occupa poi una pagina a discutere il suo libro Yera'i El (Timore di Dio), che è chiaramente successivo al libro Il Pio di Aschenaz di questo articolo. L'opera discute molte idee tra cui le idee delle tre parti di Dio, ecc. (da non confondere con la Trinità del Cristianesimo; rende evidente, come fa tutto l'Ebraismo, che Dio non è umano e non ha corpo, è unico e indivisibile, Unità Semplice, affermando anche la sacralità dei numeri, che vengono identificati con le lettere ebraiche) Le tre parti della natura di Dio sembrano essere essenziali nel misticismo ebraico, poiché anche Saadya Gaon si concentra continuamente sui triangoli.
Il filosofo ebreo secolare Martin Buber per due volte dichiara di essere stato influenzato dai libri dei Chassidé Ashkenaz: una volta in una lettera al cantastorie ebreo nietzschiano Mica Josef Berdiczewsky, e un'altra più in particolare nel 1906 nel suo libro Die Geschichten des Rabbi Nachman (Le storie di Rabbi Nachman), che collega questi antichi ebrei al chassidismo settecentesco di Nachman di Breslov.